# Légrádi Antal
Légrádi Antal (Balatonboglár, 1953. július 17. – Balatonboglár, 2000. december 27.) a délbalatoni rockzenei élet ismert alakja, Balatonboglár egyik emblematikus egyénisége, a Helyiérték Egyesület alapító tagja, gitáros, zeneszerző, a Hangár együttes tagja. 47 évesen agyvérzésben hunyt el.

## Élete
Balatonbogláron végezte az általános iskolát, majd Fonyódon járt gimnáziumba, ezt követően pedig híradás-technikusi szakmát szerzett Balatonlellén. Iskolái elvégzése után Balatonbogláron élt és dolgozott fő szakmája szerint elektromechanikai műszerészként. A zene után mindig is vonzódott, zeneiskolát végzett, és gitározott.

### A "Hangárban"
Az új hullámot képviselő Hangár együttes (nem tévesztendő össze a jelenleg működő Hangár Zenekarral) a Tamási Saturnus 7090-együttesből alakult 1978-ban. Alap felállásban 7 tagból állt. 1979-es év végétől kezdtek saját számokat is előadni. A szövegíró: Kovács Béla (dobos), a továbbiak: Bujtás Tibor (ének) Lukács Tibor (billentyű), Lajkó Zoltán (basszusgitár), Légrádi Antal (szólógitár) alkották az együttes magját. A zenészek - az énekest kivéve - mind zeneiskolát végeztek, és az ORI "A" kategóriás előadói vizsgáját is letették. Az új hangvétel frissítően hatott, amatőr popfesztiválokon sikeresen szerepeltek, több díjat nyertek. Zenéjüket könnyedség és humor jellemezte, mellyel komoly társadalmi gondokat, aktuális problémákat is feltártak. Az akkor még szinte ismeretlen környezetvédelem fontossága szólal meg például a "Balaton" című szerzeményükben, a dal végén fenyegető kérdésként felcsendülő "Szennyezed a vizet!?" mondattal. A legismertebb és legsikeresebb művük a "Haverom a kalauz" volt. A dalt 1982-ben, az "Egymillió fontos hangjegy"-ben mutatták be, mely később több más együttes felvételével együtt jelent meg 1983-ban az "1.2.3. Start"-című hanglemezükön, "Menj buszon" címmel.
"Hej!
Haverom a kalauz

a jegy ára három'husz,

zötyögnek a kerekek

hej, ha megy a busz.
Kiakad az ellenőr,

mert veled ülök legelöl

jegy nélkül utazom

hej, ha megy a busz.
Állomásra érkezem

nem tudom hol a fejem,

hát leszállít a kalauz

hej, elment a busz.
2x
nem a nem a ha..., nem a nem a ha...,

nem a nem a ha...
 
többé nem a haverom a kalauz..."
Sikeresen turnéztak külföldön úgyszintén: az egykori NDK, Csehszlovákia területén, illetve Bulgáriában. Ausztriában, Burgenland tartományban lemez is készült velük. 1985 után a zenekar mindezen sikerek ellenére megszűnt, feltehetően a szövegíró Kovács Béla 1986-os disszidálása indította el a folyamatot, a megmaradt tagok is szétszéledtek, más zenekarokban próbáltak szerencsét.

### A fiatal zenei tehetségekért
Légrádi Antal figyelme egyre inkább a fiatalok, az utódok felé fordult. Neki nem volt családja, viszont tanítványait apai szeretettel gondozta. "Légrádi Tóni mindenki Tónija, a Déli-part legjobb gitárosa, apa helyett apa, tanár helyett tanár, haver helyett haver. Balatonboglár környékén talán mindenki tőle tanult gitározni..." A bensőséges hangú visszaemlékezéseken kívül  ennek kézzel fogható bizonyítékai vannak.

Balatonbogláron mellékállásban a zeneiskolában tanított.
Az 1998. december 26-án megalakult Helyiérték Egyesület 11 alapító tagjainak egyike volt. A közhasznú egyesület fő célja a kultúra, köztük a zenekultúra támogatása mellett,"a fiatalság ‑ különös tekintettel az értelmiségi fiatalokra ‑" a térségből való elköltözésének a megakadályozása.

Légrádi Antal a fiatal zenei tehetségek felkutatása végett egy tehetségkutató fesztivált gondolt ki, és szervezett meg. Halála után  Légrádi Antal Tehetségkutató Rockfesztivál néven évente nagy sikerrel megrendezett fesztivál emlékezik meg az alapítóról.
Élete utolsó percéig a zenének élt, azon az utolsó napon, 2000. december 27-én este éppen egy szilveszteri fellépésre készültek, amikor gitárral a kezében érte a halál.

## Elismerés, kitüntetés
2011. március 15-én Balatonboglár Önkormányzata a városért végzett munkája elismeréseként posztumusz Pro Urbe-díjjal tüntette ki.

## Emlékezete
- 2001. Január 20-án 18 órai kezdettel a balatonboglári Ifjúsági Házban nagyszabású rockfesztivál került megrendezésre Légrádi Antal emlékére. Ekkor határozták el, hogy a hagyományosan tavasszal megrendezendő boglári tehetségkutató rockfesztivál 2001-től Légrádi Antal nevét fogja viselni.[8]
- Minden év tavaszán Légrádi Antal Tehetségkutató Rockfesztivál megrendezése.
- Bronz emléktábla a balatonboglári Varga Béla Kulturális Központnál (Lengyel- Magyar Barátság Háza, Balatonboglár), melyet Dóri Éva keramikus művész 2001-ben készült domborművének negatívja alapján készítettek.[9]

## Külső hivatkozások
- https://web.archive.org/web/20170303203211/http://www.somogytv.hu/cikkek/76277//
- http://gyereabalatonra.hu/rendezveny_leiras/3/7777%5B%5D
- https://web.archive.org/web/20131104102649/http://firegarden.angelcities.com/hun/koncertek/legradi.htm
- https://web.archive.org/web/20160304125103/http://www.maiboglar.hu/?q=node%2F163
- https://web.archive.org/web/20160908212058/http://maiboglar.hu/?q=node%2F461